# Sarmede
Sàrmede (Sàrmede in veneto) è un comune italiano di 2 968 abitanti della provincia di Treviso in Veneto.
Del comune di Sarmede fanno parte anche le frazioni di Borgo Canalet, Borgo Chiari, Borgo Floriani, Borgo Moneghe, Borgo Palù, Case Cadorin, Case dal Cin, Case Vespada, Case Vespeda, Loc Bardiere, Loc Rovere', Località Bardiere, Località Col dei Buoi, Località Valsalega, Palù, Rugolo, Borgo Val e Montaner.
È conosciuto come il paese delle fiabe: questa sorta di “slogan” si deve a Štěpán Zavřel, pittore cecoslovacco che nel 1982 ha l’idea di dare luogo a un evento in cui raccogliere illustrazioni per l’infanzia provenienti da diverse culture: la Mostra Internazionale dell’Illustrazione per l’Infanzia.
Nel 1983, con l’aiuto di un gruppo di volontari della Pro Loco di Sàrmede, l’evento si svolge trasformando strade e luoghi in un vero e proprio “paese delle fiabe”.

## Storia
I reperti provano che il territorio di Sarmede era abitato sin dall'età del bronzo. Notevole anche la presenza romana: a questo periodo risale una sepoltura detta "tomba del Dominus Villae".
Si ritiene che il toponimo risalga all'epoca delle invasioni barbariche, legato alla popolazione dei Sarmati. La località si trova infatti in una zona di transito, nei pressi di importanti vie di comunicazione.
Dopo il periodo longobardo fu la volta dell'età feudale e Sarmede divenne possedimento dei conti da Montanara (che risiedevano in un castello nei pressi dell'attuale Montaner), più tardi noti come Caminesi. La famiglia tenne il feudo sino al 1337, quando sopraggiunge la Serenissima.
Dopo Napoleone e gli Austriaci, Sarmede seguì le sorti del Veneto e divenne parte del Regno d'Italia nel 1866.
Durante la grande guerra, in seguito alla rotta di Caporetto, Sarmede fu occupata dagli Imperi Centrali. Nella seconda guerra mondiale fu particolarmente attiva la resistenza partigiana soprattutto nella zona montana del Cansiglio.
Il secondo dopoguerra vide la crescita della povertà e la notevole emigrazione. Solo dagli anni sessanta si ebbe un miglioramento economico che ha portato un notevole sviluppo industriale.
Della storia recente, va citato il noto scisma di Montaner, che ha visto contrapporsi la comunità parrocchiale della frazione al vescovo Albino Luciani fino alla fondazione di una chiesa ortodossa.

### Simboli
Lo stemma e il gonfalone sono stati concessi con decreto del presidente della Repubblica del 18 ottobre 1958.
Il gonfalone è un drappo troncato di rosso e di bianco.

## Monumenti e luoghi d'interesse

### Architetture religiose

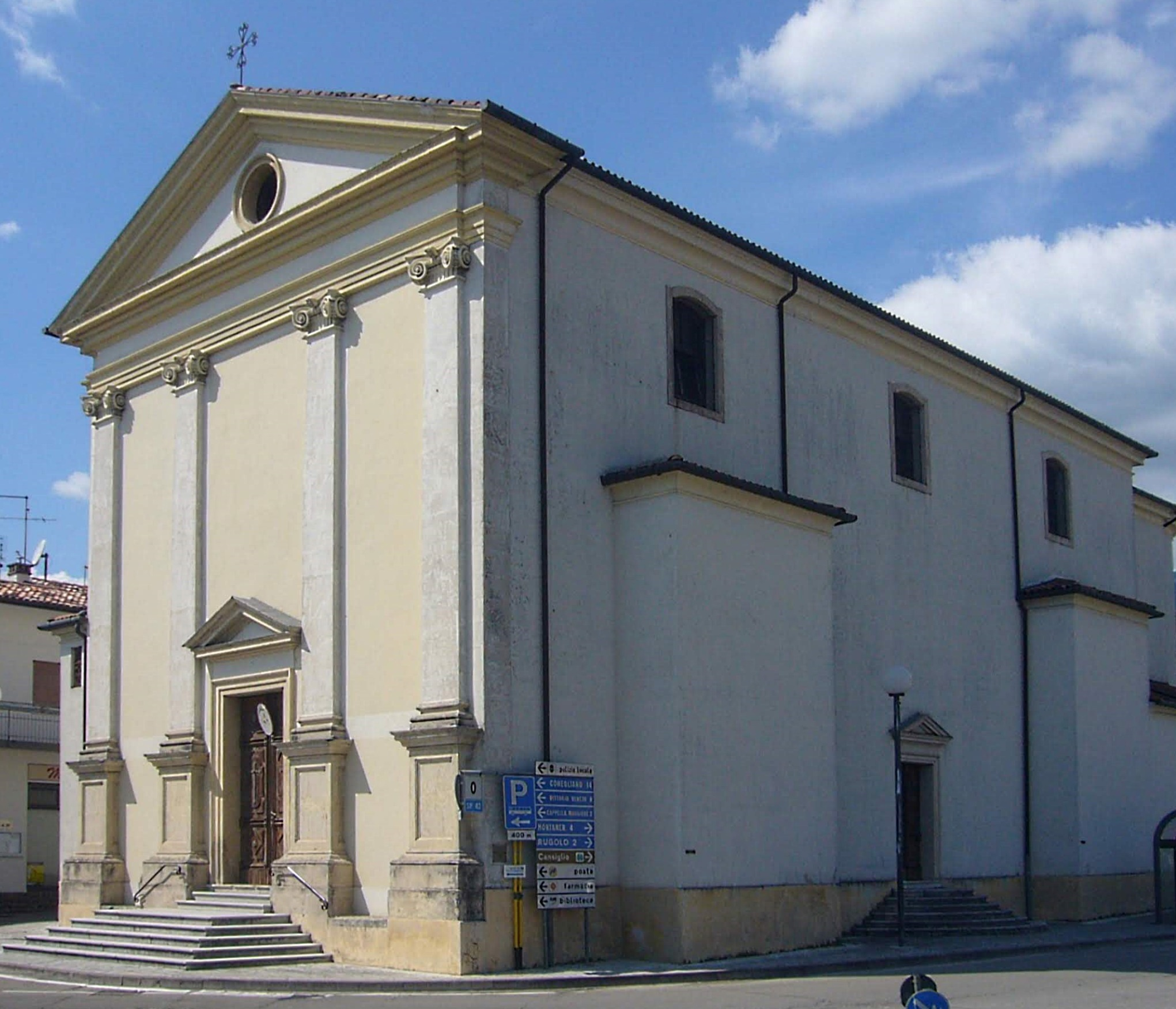
La parrocchiale

Di seguito si riporta un elenco degli edifici sacri di valore storico-architettonico:
- Chiesa di Sant'Antonio: è l'arcipretale di Sarmede, chiesa barocca del primo XIX secolo, con una semplice facciata a capanna e priva di torre campanaria. Internamente va segnalata per l'affresco di Noè Bordignon Gloria di Sant'Antonio da Padova[8]
- Chiesa di San Giorgio: è la chiesa della frazione Rugolo, struttura di origine longobarda che assunse l'attuale aspetto nel Rinascimento e Seicento[9].
- Chiesa di San Pancrazio è la chiesa parrocchiale di Montaner, edificata a fine Ottocento.
- Chiesa di Santa Cecilia: situata all'estremo est di Montaner, a Val, è un edificio di epoca caminese.
- Chiesa della Madonna di Val: è ubicata tra Rugolo, Palù e Sarmede è tra le chiese di più antica fondazione, ricostruita parzialmente nel XX secolo causa un terremoto[10].

### Architetture civili
Di seguito si riporta un elenco delle ville venete presenti sul territorio comunale:
- Villa Cimetta Dal Cin[11] (XVI secolo)
- Casa Da Re[12](XVII secolo)
- Casa Favera (XXI secolo)

## Società

### Evoluzione demografica
Abitanti censiti

### Etnie e minoranze straniere
Al 1º gennaio 2024 gli stranieri residenti nel comune erano 183, ovvero il 6,2% della popolazione. Di seguito sono riportati i gruppi più consistenti:
1. Romania 41
2. Marocco 32
3. Polonia 29

## Cultura

### Manifestazioni
Ogni anno, da fine ottobre a inizio febbraio, si svolge la Mostra Internazionale dell'Illustrazione per l'Infanzia.
La 42ª edizione della Mostra allestita all’interno degli spazi della Casa della Fantasia nel centro del paese, ospiterà fino al 16 febbraio 2025 oltre duecento opere realizzate da ventidue illustratrici e illustratori provenienti da quattordici Paesi di tutto il mondo.
In autunno, con la 2ª e 3ª domenica d'ottobre, si svolge inoltre la manifestazione internazionale denominata Le Fiere del teatro con artisti di strada, mangiafuoco, burattinai e saltimbanchi.

## Amministrazione

### Sindaci dal 1995[17]
| Periodo | Periodo   | Primo cittadino | Partito                                               | Carica  | Note |
| ------- | --------- | --------------- | ----------------------------------------------------- | ------- | ---- |
| 1995    | 1999      | Pierina Dal Cin | Coalizione di Centrosinistra (Liste Civiche)          | Sindaco |      |
| 1999    | 2004      | Pierina Dal Cin | Coalizione di Centrosinistra (Liste Civiche)          | Sindaco |      |
| 2004    | 2009      | Eddi Canzian    | Lista civica                                          | Sindaco |      |
| 2009    | 2014      | Eddi Canzian    | PDL - Lega Nord                                       | Sindaco |      |
| 2014    | 2019      | Larry Pizzol    | Lista Civica - Impegnati per Sarmede-Montaner-Rugolo. | Sindaco |      |
| 2019    | 2024      | Larry Pizzol    | Lista Civica - Impegnati per Sarmede-Montaner-Rugolo. | Sindaco |      |
| 2024    | in carica | Larry Pizzol    | Lista Civica - Impegnati per Sarmede-Montaner-Rugolo. | Sindaco |      |

### Gemellaggi
- Cocumont

Cocumont è un comune francese situato nel dipartimento del Lot e Garonna nella regione della Nuova Aquitania.

## Sport

### Calcio
La principale squadra di calcio della città è l'A.S.D. Sarmede Calcio, fondata nel 1977, che milita nel girone R di Seconda Categoria.